# Новый Чиркей (упразднённое село)
Новый Чиркей — упразднённое село в Буйнакском районе Дагестана. На момент упразднения входило в состав Чиркеевского сельсовета. В 1950 году объединено с селом Старый Чиркей в населённый пункт — село Чиркей. В 1970 году территория села была затоплена водами Чиркейского водохранилища.

## Географическое положение
Располагалось на правом берегу реки Сулак (впадает в Чиркейское водохранилище), в 6 км к юго-востоку от села Чиркей.

## История
Село образовано в 1841 году путем переселения жителей села Старый Чиркей с левого берега реки Сулак на правый к Евгеньевскому укреплению, за участие жителей села в войне на стороне имама Шамиля. В 1867 году большая часть жителей села вновь переселилась на старое место и «возобновило» старое село. После создания Дагестанской области было включено в состав Чир-юртовского наибства Темир-Хан-Шуринского округа. В 1895 году селение состояло из 199 хозяйств. По данным на 1926 год село состояло из 89 хозяйств. В административном отношении входило в состав Черкеевского сельсовета Буйнакского района. В 1950 году объединено с селом Старый Чиркей в населённый пункт — село Чиркей.

## Население
| Численность населения | Численность населения | Численность населения | Численность населения | Численность населения | Численность населения |
| 1869                  | 1888                  | 1895                  | 1908                  | 1926                  | 1939                  |
| --------------------- | --------------------- | --------------------- | --------------------- | --------------------- | --------------------- |
| 1638                  | ↘891                  | ↘821                  | ↘793                  | ↘345                  | ↗375                  |

По переписи 1926 года в селе Новый Чиркей проживало 345 человек (176 мужчин и 169 женщин), из которых: аварцы — 100 %.